# Orit Strook
Orit Strook, née le 15 mars 1960 à Jérusalem (Israël), est une femme politique israëlienne, membre du Foyer juif puis du Mafdal - Sionisme religieux. Députée à la Knesset, elle est ministre des Implantations et des Missions nationales dans le gouvernement Netanyahou VI depuis décembre 2022.

## Biographie

### Origines et premiers engagements
Orit Malka Cohen naît dans une famille d'avocats de Jérusalem. Son deuxième prénom lui a été donné en mémoire de sa grand-mère, la poétesse juive hongroise Mária Kecskeméti (he)[réf. souhaitée]. À la fin des années 1970, elle adhère au judaïsme orthodoxe et commence à étudier dans une yechiva sioniste. Elle épouse Avraham Strook, un étudiant du rabbin Haim Drukman (en). Le couple vit brièvement dans la colonie de Yamit (Sinaï) mais la quitte après la rétrocession du territoire à l'Égypte en 1982. Ils rejoignent alors la colonie d'Hébron. Ils ont onze enfants.
Après la fermeture du tombeau des Patriarches aux fidèles juifs à la suite du massacre de 1994, Orit Strook est élue à la tête du Comité des femmes pour le tombeau (en hébreu : ועד נשים למען המערה). Elle s'investit auprès des autorités politiques afin que les visiteurs juifs puissent y accéder à nouveau. À partir de 2000, elle dirige le département juridique et politique de l'organisation des colons juifs d'Hébron. Après l'évacuation par le gouvernement israélien en 2002 d'une famille de colons juifs d'une zone de Kiryat Arba, Orit Strook fonde l'Organisation des droits de l'homme de Judée et de Samarie, afin de défendre les colons ; elle la dirige entre 2004 et 2012.

### Carrière politique

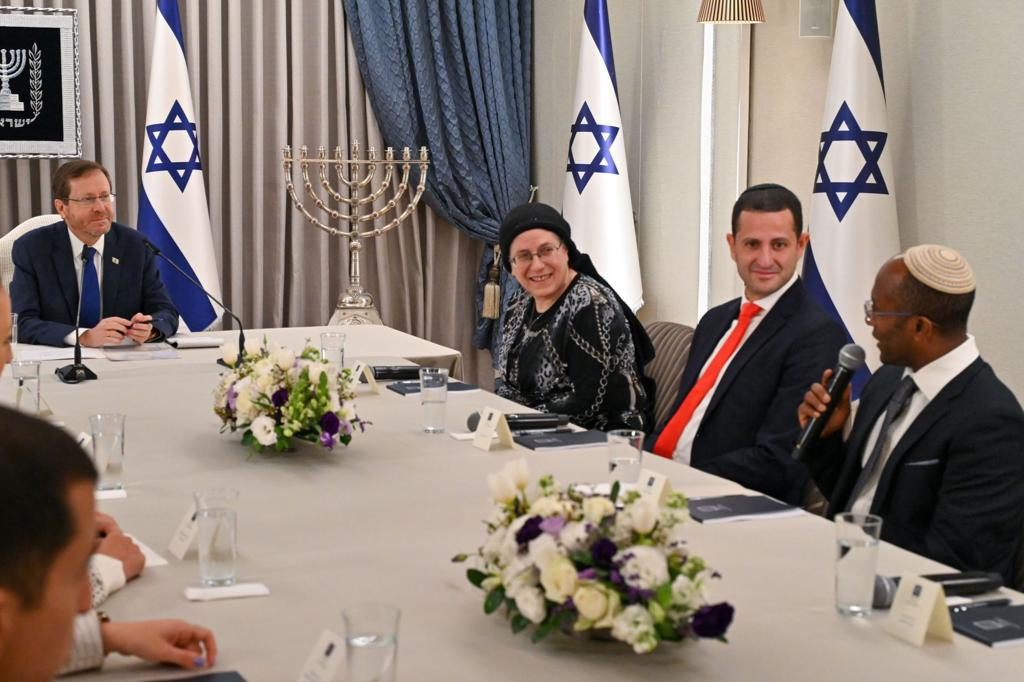
Orit Strook, au centre, en novembre 2022.

Orit Strook figure en treizième position sur la liste Union nationale-Parti national religieux pour les élections législatives de 2006 mais elle n'est pas élue, la coalition ne remportant que neuf sièges.
Lors des élections de 2013, Orit Strook est élue à la Knesset sur la liste du Foyer juif. Elle fait partie des opposants les plus virulents du Parlement à la reconnaissance des mouvements non orthodoxes du judaïsme. Elle est placée treizième sur la liste du parti pour les élections de 2015, perdant son siège, Le Foyer Juif n'en obtenant que huit. Pour les élections législatives de septembre 2019 et de 2020, elle est placée dixième sur la liste Yamina, mais n'est pas été élue, puisque le parti ne remporte que sept sièges en 2019 puis six en 2020.
Aux élections législatives de 2021, Orit Strook figure en cinquième position sur la liste du Parti sioniste religieux ; elle est élue et fait son retour à la Knesset. En décembre 2022, elle suggère que les médecins pourraient refuser de traiter les homosexuels si cela était en conflit avec leurs croyances religieuses.
Elle a critiqué les responsables sécuritaires israéliens qui ont qualifié de « terroristes » les attaques contre les Palestiniens menées par des colons juifs en Cisjordanie. Elle compare ces responsables au groupe Wagner.
En décembre 2022, elle devient ministre des Implantations et des Missions nationales dans le gouvernement Netanyahou VI.
En mai 2024, elle s'oppose à un éventuel accord de cessez-le-feu dans la guerre entre Israël et le Hamas, qui proposait qu'Israël cesse les hostilités en échange de la libération des otages israéliens par le Hamas. En réponse aux efforts américains pour négocier un cessez-le-feu, Orit Strook déclare que les États-Unis « ne méritent pas d'être qualifiés d'amis de l'État d'Israël »,.